# Sergio Zardini
Sergio Zardini (22 de noviembre de 1931-21 de febrero de 1966) fue un deportista italiano que compitió en bobsleigh en las modalidades doble y cuádruple.
Participó en los Juegos Olímpicos de Innsbruck 1964, obteniendo una medalla de plata en la prueba doble. Ganó diez medallas en el Campeonato Mundial de Bobsleigh entre los años 1958 y 1963.

## Palmarés internacional
| Juegos Olímpicos   | Juegos Olímpicos             | Juegos Olímpicos  | Juegos Olímpicos |
| Año                | Lugar                        | Medalla           | Prueba           |
| ------------------ | ---------------------------- | ----------------- | ---------------- |
| 1964               | Innsbruck (Austria)          | Medalla de plata  | Doble            |
| Campeonato Mundial |                              |                   |                  |
| Año                | Lugar                        | Medalla           | Prueba           |
| 1958               | Garmisch-Partenkirchen (RFA) | Medalla de plata  | Doble            |
| 1958               | Garmisch-Partenkirchen (RFA) | Medalla de bronce | Cuádruple        |
| 1959               | Sankt Moritz (Suiza)         | Medalla de plata  | Doble            |
| 1959               | Sankt Moritz (Suiza)         | Medalla de plata  | Cuádruple        |
| 1960               | Cortina d'Ampezzo (Italia)   | Medalla de bronce | Doble            |
| 1961               | Lake Placid (Estados Unidos) | Medalla de bronce | Doble            |
| 1962               | Garmisch-Partenkirchen (RFA) | Medalla de plata  | Doble            |
| 1962               | Garmisch-Partenkirchen (RFA) | Medalla de plata  | Cuádruple        |
| 1963               | Igls (Austria)               | Medalla de oro    | Cuádruple        |
| 1963               | Igls (Austria)               | Medalla de plata  | Doble            |